# Mijailo Maksimovich
Mijailo Oleksandrovych Maksimovich  (Ucraniano: Михайло Олександрович Максимович; 3 de septiembre de 1804 – 10 de noviembre de 1873) fue un profesor de botánica, historiador y escritor ucraniano en el Imperio ruso, aunque de origen cosaco.
Contribuyó a las ciencias, especialmente a la botánica y la zoología, y también a las humanidades, como la  lingüística, el folclore, la etnografía, la historia, los estudios literarios y la arqueología.
En 1871 fue elegido como miembro del Departamento de Lengua y Literatura Rusas de la Academia de Ciencias de Rusia. Maksimovich también fue miembro de la Asociación Histórica Néstor el Cronista que existió en Kiev.

## Vida

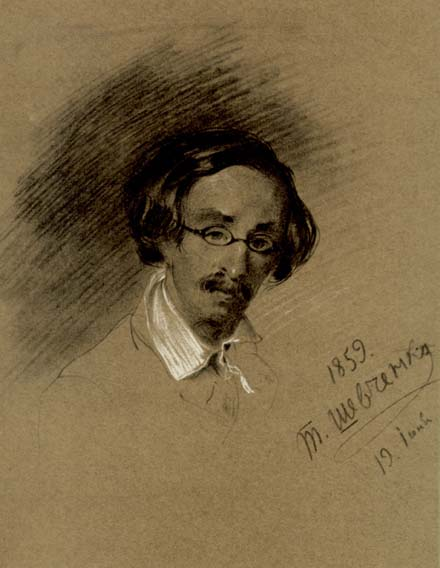
Retrato de 1859 de Tarás Shevchenko

Maksimovich nació en una antigua familia cosaca de Zaporiya que poseía una pequeña propiedad en Myjailova Hora cerca de Projorivka, condado de Zolotonosha en la Gobernación de Poltava (ahora en el óblast de Cherkasy) en la Ucrania de la Margen Izquierda. Después de recibir su educación secundaria en el Gimnasio Novhorod-Siverskyi, estudió ciencias naturales y filología en la Facultad de Filosofía de la Universidad Estatal de Moscú y más tarde en la Facultad de Medicina, graduándose con su primer título en 1823, su segundo en 1827; permaneció en la universidad de Moscú para continuar su trabajo académico en botánica. En 1833 recibió su doctorado y luego trabajó como profesor de la cátedra de botánica en la Universidad de Moscú.
Enseñó biología y fue director del jardín botánico de la misma universidad. Durante este período, publicó sobre botánica, pero también sobre folclore y literatura, y conoció a muchas de las figuras más destacadas de la vida intelectual rusa, incluido el poeta Aleksandr Pushkin y el escritor Nikolái Gógol, con los que compartió su creciente interés por la historia cosaca.
En 1834 fue nombrado profesor de literatura rusa en la recién creada Universidad de San Vladimir en Kiev y se convirtió en el primer rector de la universidad, cargo que ocupó hasta 1835. Esta universidad fue creada por el gobierno ruso para reducir la influencia polaca en Ucrania y Maksimovich fue, en parte, un instrumento de esta política. Elaboró planes de amplio alcance para la expansión de la universidad que incluyeron atraer a eminentes ucranianos y rusos como Nikolái Kostomárov y Tarás Shevchenko para enseñar allí.
En 1847, le afectó profundamente el arresto, encarcelamiento y exilio de los miembros de la Hermandad Paneslava de los Santos Cirilo y Metodio, entre ellos el poeta Taras Shevchenko, ya que muchos eran sus amigos o alumnos. Después de eso, se dedicó por completo a la investigación y publicó extensamente.
Se casó en 1853 y cuatro años más tarde, con la esperanza de aliviar su grave situación financiera, viajó a Moscú en busca de trabajo. En 1858, Taras Shevchenko regresó del exilio y lo visitó en Moscú, y cuando Maksimovich regresó a Myjailova Hora, lo visitó allí también. En esa época, Shevchenko pintó retratos de Maksimovich y de su esposa, María.
Durante sus últimos años, Maksimovich se dedicó cada vez más a la historia y participó en extensos debates con los historiadores rusos Mijaíl Pogodin y Nikolái Kostomárov.

## Las ciencias físicas y la filosofía
Entre 1820 y 1833, Maksimovich publicó varios libros de texto sobre biología y botánica. Su primer libro académico sobre botánica se publicó en 1823 con el nombre Sobre el sistema del reino floreciente. También, publicó obras populares sobre botánica para el público general. Este enfoque "populista" de la ciencia lo trasladó a sus escritos sobre folclore, literatura e historia.
En 1833, en Moscú, publicó El libro de Naum sobre el gran mundo de Dios, el cual consistía en una exposición de geología, el sistema solar y el universo escrita con un tono religioso para la gente común. Este libro resultó ser un éxito de ventas y tuvo once ediciones, brindándole a Maksimovich regalías durante muchos años.
También en 1833, Maksimovich publicó "Una Carta sobre la Filosofía", donde reflejaba su admiración por la "Filosofía de la naturaleza" de Schelling. En esta carta, declaraba que la verdadera filosofía se basaba en el amor y que todas las ramas del conocimiento organizado y sistemático, que se esforzaban por reconocer el significado interno y la unidad de las cosas eran filosofía, en especial la historia. Con su énfasis en la historia, Maksimovich se aproximó a las opiniones de Baader y Hegel así como a Schelling .

## Folklore
En 1827, Maksimovich publicó Canciones populares de la Pequeña Rusia, que fue una de las primeras colecciones de canciones populares publicadas en Europa del Este. Incluía 127 canciones, de carácter histórico, sobre la vida cotidiana y religioso. La colección marcó un nuevo giro hacia lo popular, que era el sello distintivo de la nueva era romántica que estaba comenzando. Dondequiera que fue leído, despertó el interés de las clases alfabetizadas por la vida de la gente común. En 1834 y en 1849 Maksimovich publicó dos colecciones más.
En sus colecciones de canciones populares, Maksimovich utilizó una nueva ortografía para el idioma ucraniano que se basaba en la etimología. Aunque esta Maksymovychivka parecía bastante similar al ruso, fue un primer paso hacia una ortografía independiente, basada en la fonética que finalmente fue propuesta por el contemporáneo más joven de Maksimovich, Panteleimon Kulish. Este último constituye la base de la lengua ucraniana escrita moderna.
En general, Maksimovich afirmó ver algunas diferencias psicológicas básicas, que reflejaban diferencias en el carácter nacional, entre las canciones populares ucranianas y las rusas: pensaba que las primeras eran más espontáneas y animadas, las segundas más sumisas. Opiniones similares compartían muchos de sus contemporáneos, como su contemporáneo más joven, el historiador Mykola Kostomarov, y otros.
En 1856, Maksimovich publicó la primera parte de sus "Días y meses del aldeano ucraniano", que resumía muchos años de observación del campesinado ucraniano. En su texto expuso las costumbres populares del pueblo ucraniano según el año calendario. (La obra completa sólo se publicó en la época soviética.)

## Lengua y literatura
En 1839, Maksimovich publicó su Historia de la literatura rusa antigua, donde vio una clara continuidad entre la lengua y la literatura de Rutenia (la Rus de Kiev) y la del período cosaco. De hecho, parece haber pensado que la antigua lengua rutena tenía una relación con el ruso moderno similar a la del antiguo checo con el polaco o el eslovaco modernos; es decir, que uno influía en el otro pero no era igual a él. Más tarde, también tradujo la epopeya de la campaña de Ígor tanto al ruso moderno como al ucraniano moderno. Las obras literarias de Maksimovich incluyeron poesía y almanaques con mucho material dedicado a Rusia.

## Historia
Desde la década de 1850 hasta la de 1870, Maksimovich trabajó extensamente en historia, especialmente sobre Rusia y Ucrania. Fue crítico de la teoría normanista que rastreaba los orígenes escandinavos de la Rus de Kiev, prefiriendo enfatizar sus raíces eslavas. Pero se opuso al historiador ruso Mijail Pogodin, quien creía que la Rus de Kiev había sido poblada originalmente por grandes rusos procedentes del norte. Maksimovich sostuvo que las tierras de Kyiv nunca estuvieron completamente despobladas, incluso después de las invasiones mongolas, y que siempre habían estado habitadas por rutenos y sus antepasados directos. Además, fue el primero en reivindicar el «período lituano» para la historia rusa. Maksimovich también trabajó en la historia de la ciudad de Kyiv, del Hetmanato cosaco, del levantamiento de Bogdán Jmelnytsky, del levantamiento de Jmelnytsky contra Polonia y otros temas. En general, simpatizaba con los rebeldes cosacos, tanto que su primer trabajo sobre los Haidamaks fue prohibido por la censura rusa. Muchas de sus obras más importantes fueron estudios críticos y correcciones de las publicaciones de otros historiadores, como Mijaíl Pogodin y Nikolái Kostomárov .

## Eslavística
Respecto a los estudios eslavos, Maksimovich destacó las diversas tesis del filólogo checo Josef Dobrovský y del erudito eslovaco Pavel Jozef Šafárik . Al igual que ellos, dividió la familia eslava en dos grandes grupos: un grupo occidental y un grupo oriental. Pero luego subdividió el grupo occidental en dos partes más: un grupo noroccidental y un grupo suroccidental. (Dobrovsky había agrupado a los rusos con los eslavos del sur.) Maksimovich se opuso particularmente a la afirmación de Dobrovsky de que el principal grupo oriental u ruso estaba unificado, sin grandes divisiones o dialectos. Maksimovich dividió grupo oriental en dos lenguas independientes: el ruso del sur y el ruso del norte. La lengua del sur de Rusia se dividió en dos dialectos principales: el ruteno y el ruteno rojo/gallego. Dividió la lengua del norte de Rusia en cuatro dialectos principales, de los cuales consideraba que el moscovita era el más desarrollado, pero también el más joven. Además de esto, también parece haber considerado el bielorruso como una lengua independiente, intermedia entre el ruso del norte y el del sur, pero mucho más cercana al primero. A principios del siglo XX, el erudito croata Vatroslav Jagić consideró que el plan de Maksimovich había sido una sólida contribución a la filología eslava.
También argumentó a favor del origen independiente de las lenguas habladas del antiguo Rus, considerándolas separadas del idioma de los libros de la época que se basaba en el eslavo eclesiástico. Además, hizo algunos comentarios críticos sobre el mapa del mundo eslavo de Pavel Jozef Šafárik, escribió sobre los sorbios de Lusacia y sobre los proverbios polacos. Maksimovich también escribió una breve autobiografía que se publicó por primera vez en 1904. Su correspondencia fue extensa y significativa.

## Legado

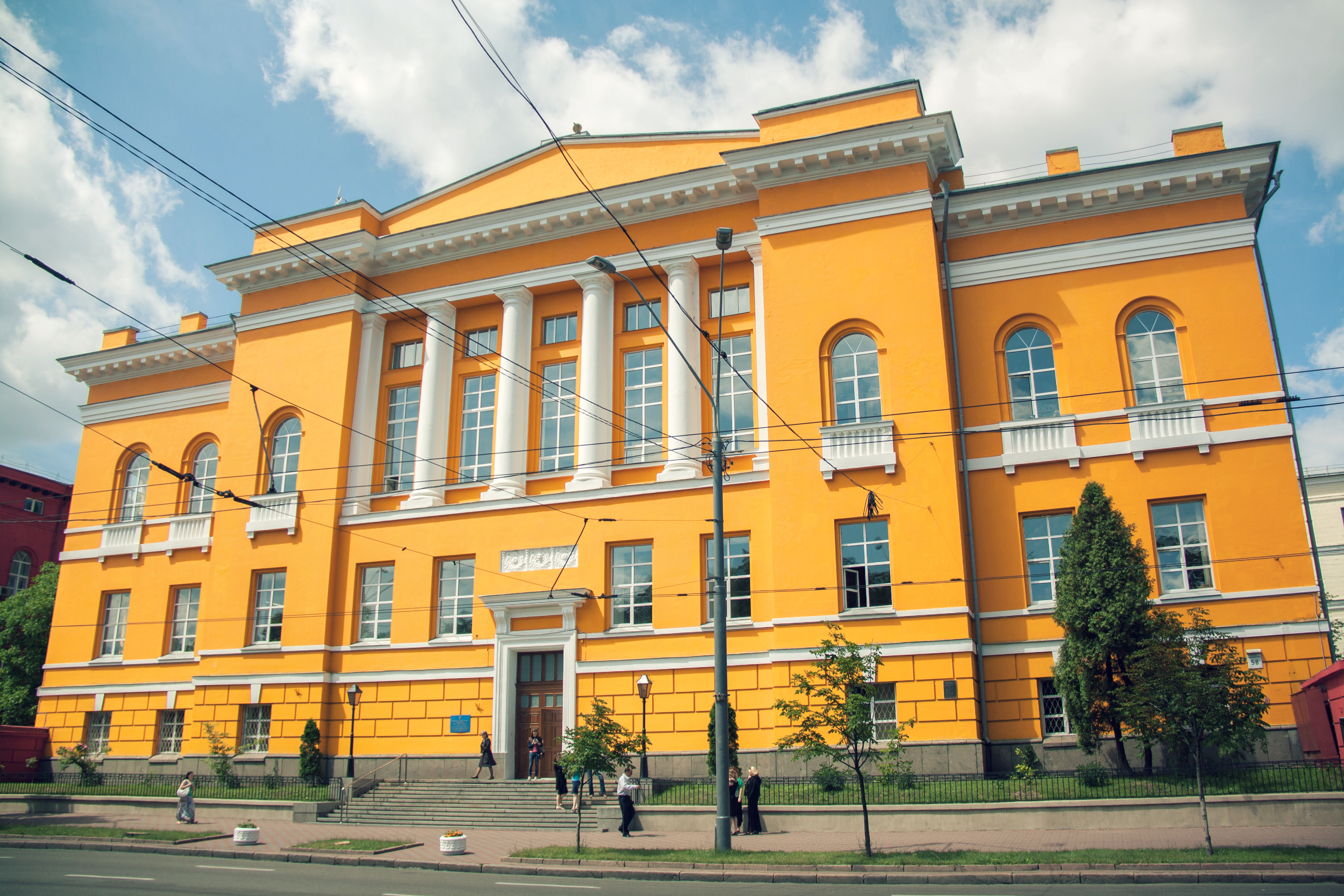
Biblioteca científica Maksymovych

Maksymovych fue un pionero de su tiempo y, en muchos sentidos, uno de los últimos "hombres universales" capaces de contribuir con obras originales tanto a las ciencias como a las humanidades. Sus obras en biología y ciencias físicas reflejaban una preocupación por el hombre común -el amor al prójimo, la filosofía de Schelling en acción- y sus obras en literatura, folklore e historia, a menudo expresadas en términos de cartas a sus oponentes académicos, apuntaban a nuevas direcciones para contar la historia de la gente común. Sin embargo, al hacerlo, Maksimovich "despertó" nuevos sentimientos nacionales entre sus compañeros. Influyó enormemente en muchos de sus contemporáneos más jóvenes, incluido el poeta Taras Shevchenko, el historiador Mykola Kostomarov, el escritor Panteleimon Kulish y muchos otros.

La biblioteca de la Universidad de Kyiv fue nombrada en su honor.

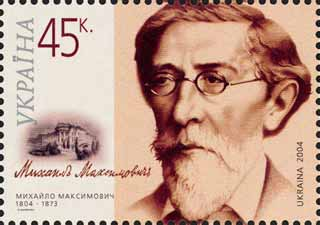
Sello postal de Ucrania, dedicado al 200 aniversario del nacimiento de Mijailo Maksimovich (2004)
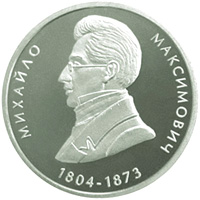
Moneda conmemorativa de Ucrania en su honor